# 후안 호세 노게스
후안 호세 노게스 포르탈라틴(스페인어: Juan José Nogués Portalatín; 1909년 3월 28일, 아라곤 주 보르하 ~ 1998년 7월 2일, 발레아레스 제도 팔마 데 마요르카)은 조안 주제프 노게스(카탈루냐어: Joan Josep Nogués)로도 알려진 스페인 아라곤 출신의 축구 선수이자 감독이다. 1930년대에서 1940년대까지 그는 바르셀로나, 카탈루냐 대표팀, 그리고 스페인 국가대표팀의 골키퍼로 활약하였다. 그는 이후 바르세로나, 짐나스틱, 그리고 에스파뇰을 비롯한 라 리가 구단들의 감독을 맡았다.

## 선수 경력
그는 처음에 사라고사 체육단(붉은 유니폼을 일컬어서 토마토 군단이라고 불렸으며, 이베리아와 통합되어 1932년에 레알 사라고사가 되었다)의 수문장이었다. 노게스는 1930년 12월 12일, 1-1로 비긴 라싱 산탄데르와의 경기에서 바르셀로나 소속으로 라 리가 신고식을 치렀다. 현역 시절, 그는 바르셀로나 소속으로 5번 카탈루냐 선수권 대회 우승을 도왔다. 1932년부터 1941년까지, 그는 카탈루냐 대표팀 경기에 10번 출전하기도 했다. 1934년 2월 14일, 그는 카탈루냐 대표팀 일원으로, 스페인 국가대표팀과 레스 코르츠에서 경기를 치렀다. 이 경기에서 1934 월드컵을 준비하던 스페인이 2-0으로 이겼다. 이후 노게스는 월드컵에 참가할 스페인 국가대표팀에 발탁되었다. 그는 이탈리아와의 1934년 6월 1일, 8강전 재경기에 출전했는데, 앞서 본경기에서 리카르도 사모라가 부상을 당해 결장이 불가피했기 때문에 출전할 수 있었다. 월드컵이 끝난 후, 레오니다스 등의 선수가 포진한 브라질 국가대표팀이 두 차례 카탈루냐 대표팀과 귀국 전에 경기를 치렀는데, 노게스는 브라질과의 두 경기에서 모두 골문을 지켰다. 카탈루냐 대표팀은 6월 17일 레스 코르츠에서 열린 경기에서 2-1로 이겼고, 6월 24일 지로나에서 열린 두 번째 경기는 브라질의 공세를 잘 막아내어 2-2로 비겼다.

## 감독 경력
현역 은퇴 후, 노게스는 1941-42 시즌에 바르셀로나의 감독으로 취임해였다. 이 시즌의 바르사에는 도메네크 발마냐 등의 선수들이 있었지만, 라 리가에서 고전하며 무르시아와의 플레이오프전에서 이긴 끝에 간신히 강등을 피할 수 있었다. 이에도 불구하고 바르셀로나는 코파 델 헤네랄리시모를 우승하는 성과를 냈는데, 아틀레틱 빌바오를 연장 접전 끝에 4-3으로 이겼다. 바르셀로나는 이어지는 1942-43 시즌에 라 리가에서 3위를 차지했고, 코파 델 헤네랄리시모에서는 4강까지 올라갔다. 준결승전 상대는 레알 마드리드였는데, 레스 코르츠에서 1차전을 3-0으로 이겼으나, 차마르틴에서 벌어진 2차전에서 의문의 1-11 대패를 당했다. 이 경기에서 프랑코 정권 지지자들이 바르사 선수로 하여금 져주기 경기를 하도록 압박했다는 주장이 있었다.
노게스는 이후 짐나스틱의 감독으로 1940년대에 라 리가로 처음 올라온 구단을 지휘했다. 1947년, 짐나스틱 또한 코파 델 헤네랄리시모 준결승전까지 올라갔지만, 에스파뇰에게 패했다. 앞서 짐나스틱은 바르셀로나를 이겼었다. 짐나스틱은 라 리가 첫 시즌인 1947-48 시즌을 7위로 마쳤는데, 이 시즌에 거둔 가장 큰 성과는 레알 마드리드를 그들의 새 안방인 산티아고 베르나베우에서 3-1로 이긴 것이었다. 그 결과, 노게스의 짐나스틱은 산티아고 베르나베우에서 마드리드를 이긴 최초의 구단으로 기록되었으며, 현재까지도 유일하게 첫 산티아고 베르나베우 원정에서 승리를 거둔 유일한 구단이다.

## 수상

### 선수
바르셀로나
- 카탈루냐 선수권 대회: 1930, 1931, 1932, 1935, 1936

### 감독
바르셀로나
- 코파 델 헤네랄리시모: 1942